# ウェイロン・ジェニングス
ウェイロン・ジェニングス（Waylon Jennings、 1937年6月15日 - 2002年2月13日）は、アメリカ合衆国の歌手、ソングライターである。
8歳からギターを弾き始め、14歳からラジオ局KVOWで演奏を披露するようになる。テキサス州やワイオミング州の各ラジオ局でDJとして働いたのち、1958年にバディ・ホリーに声を掛けられ、「Jole Blon」と「When Sin Stops(Love Begins)」で初レコーディングのデビューを果たす。その後、ロカビリーバンド「The Waylors」を結成したジェニングスは、独立系レーベルやA&Mレコードを経て、RCAビクターで成功する。
1970年代、ジェニングスはアウトロー・カントリー発端の助力となった。彼がリリースしたアルバム「Lonesome, On'ry and Mean」「Honky Tonk Heroes」は絶賛され、「Dreaming My Dreams」「Are You Ready for the Country」もヒットアルバムとなる。1976年、彼がウィリー・ネルソン、トンポール・グラサー、ジェシー・コルターと共に出したアルバム「Wanted！The Outlaws」 は初のプラチナ認定を受けたカントリーアルバムとなった。
一方、私生活ではコカインを使用していたことから1980年代初頭までコカイン中毒に苦しみ、1984年に止めている。その後、ウィリー・ネルソン、クリス・クリストファーソン、ジョニー・キャッシュと一緒にカントリーのグループ「ザ・ハイウェイメン」に加入、1985年から1995年の間に3枚のアルバムをリリースした。1997年以降、彼はより多くの時間を家族と過ごすためにツアーを減らすようになり、1999年から2001年の間は、健康上の都合により彼の登場が制限された。ジェニングスは2001年にカントリーミュージックの殿堂入りを果たしているのだが、彼はこの時も欠席している。2002年2月13日、ジェニングスは糖尿病の合併症により64歳で死去した。

## 生い立ち
1937年6月15日、ウェイロン・ジェニングスはリトルフィールド (テキサス州)近郊の農場で生まれた。出生証明書での彼の名前はウェイランド(Wayland)である。テキサス州プレーンビューにあるウェイランド・バプテスト大学にちなんだ命名でバプテスト教会の伝道師が母親を祝福したのだが、同大学を知らなかったロレーヌ・ジェニングスが綴りをウェイロン(Waylon)に変更してしまった。後年、ジェニングスは自伝で「私はウェイロンが好きではなかった。それはダサくて田舎者のような響きだった。でも自分には良いものとなっており、私には今やウェイロンがだいぶ馴染んでいる」と述べている。

## 音楽経歴

### 音楽との出会い
ジェニングスが8歳の時、母親が「Thirty Pieces of Silver」という曲でギターの弾きかたを彼に教えた。母親が中古のステラ(en)を購入するまでジェニングスは近親者のギターで練習し、後にハーモニー社のパトリシャン(en)を注文した。 初期の影響は、ボブ・ウィルズ、フロイド・ティルマン、アーネスト・タブ、ハンク・ウィリアムズ、カール・スミス、エルビス・プレスリーだった。
家族の集会から始めたジェニングスは青少年センターで公演し、その後地元の米国青年会議所やライオンズクラブに出演した。彼は、ラボック (テキサス州)地元テレビ局のタレント・ショーにて「ヘイ・ジョー」を歌って優勝した。後に彼は地元のタレント・ナイト期間中にリトルフィールドのパレス・シアターで頻繁に公演した。
ジェニングスは、リトルフィールドのラジオ局KVOWで行われたオーディションを12歳で受けた。 主催のJ・B・マクシャンは彼のスタイルを気に入り、毎週の30分番組のために彼を雇った。この採用の後、ジェニングスは他の友人や知人を集めてザ・テキサス・ロングホーンズ(The Texas Longhorns)を結成した。カントリー＆ウエスタン、ブルーグラスの音楽が混ざったバンドのスタイルは、良い評価をされないことも多かった。
16歳の時、ジェニングスは幾度かの懲戒違反を経て、高校中退が確定的となった。学校を去った彼は青果店で働き、短期仕事もしていたが、 ジェニングスは好きな活動の音楽が自分の職業になると感じていた。翌年、ジェニングスとテキサス・ロングホーンズは、ラボックのKFYOラジオで「Stranger in My Home」「There'll a a New Day」のデモを録音した。ジェニングスや他の地元のミュージシャンは、カントリーラジオ局KDAVで演奏することが多く、彼はその時にバディ・ホリーと出会った。この2人は地元番組で会うことが多く、ジェニングスはKDAVの『Sunday Party』でホリーの演奏に参加するようになった。
KVOW局での演奏放送に加えて、1956年にジェニングスはDJとして働き始め、ラボックに引っ越した。彼の番組は午後4時から夕方10時まで6時間流れ、ジェニングスは2時間を昔のカントリー、2時間を最新カントリー、残る2時間は取り混ぜの録音だった。その最後2時間に、ジェニングスはチャック・ベリーやリトル・リチャードなどのアーティストの曲を演奏した。オーナーは彼がその演奏録音を放送するたびに彼を叱責し、彼が続けて2回リチャードのレコードを流した時、オーナーは彼を解雇した。

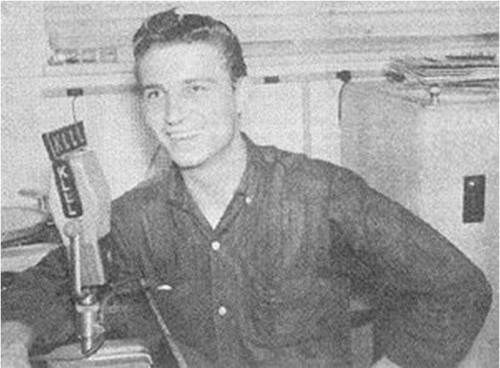
自身の番組放送時のジェニングス。1958年

KVOWに在籍中、別のラジオ局KLVTで働いていたDJのスカイ・コービンがジェニングスのもとを訪れた。ハンク・スノウの「I'm Moving On」に合わせてジングルを歌うのを聞いたコービンは、彼の声に感銘を受けたのだ。ジェニングスは週50ドルの給料で生活する経済的困窮を打ち明けた。そこでコービンはジェニングスをKLVTに招き入れ、最終的にはコービンが当時降板になった場所に入った。後にコービン家はラボックのFM局KLLLを買い取り、同局の方針をカントリーに変更した。ジェニングスはコービン家が運営するFM局最初のDJとして雇われた。ジェニングスはコマーシャルを制作したり他のDJとジングルを作った。彼らの人気が高まってきた頃、イングランドツアーからバディホリーが戻ってきてKLLL局を訪れた。
ホリーは、ジェニングスを自分の最初のアーティストとした。 ホリーは彼に新しい服を着せ、一緒に彼のイメージを好印象に変えた。そして彼はクローヴィス (ニューメキシコ州)にあるノーマン・ペティの録音スタジオでジェニングスのセッションを手配した。9月10日に、ジェニングスはサックス奏者のキング・カーティスそしてギター奏者のホリーおよびトミー・オールサップと共に「Jole Blon」と「When Sin Stops(Love Begins)」を録音した。 その後、ホリーは「冬のダンスパーティーツアー」でのエレキベース奏者にジェニングスを雇った。

### 冬のダンスパーティーツアー
バディ・ホリーが主催する冬のダンスパーティーツアーは1959年1月23日にミルウォーキー (ウィスコンシン州)で始まった。各公演のスケジュールを立てる際に会場間の距離を考慮していなかったため、ツアー移動量が物流上の問題を引き起こした。その問題に加えて、凍りつくような天候の中で暖房のないツアーバスが2回故障し、ドラマーのカール・バンチが（バスに乗っている間に）つま先に凍傷を負って入院するという悲惨な結果が起こった。そのため、ホリーは別の交通手段を探すことにした。
ホリーは次の会場ムーアヘッド (ミネソタ州)までの長いバス旅行を避けるべく、自分自身とジェニングスとトミー・オールサップのために4人乗りのビーチクラフト ボナンザ飛行機をチャーターした。クリアレイクの公演後、オールサップはコイントスで負けて、チャーター機の座席をリッチー・ヴァレンスに空け渡した。一方でジェニングスは、ザ・ビッグ・ボッパーで知られるJ・P・リチャードソンが風邪をこじらせていたので自発的に席を譲った。 
バンド仲間が飛行機の座席を放棄して空路よりもバス乗車を選んだことをホリーが知ると、ホリーとジェニングスの間では友達同士の他愛もないジョークの掛け合いが続いた。そしてそのジョークが、その後何十年も脳裏に蘇ってはジェニングスを悩ませることとなる。ホリーは「じゃあ、僕はお前の乗るおんぼろバスが凍っちまうように祈ってやるよ！」とジェニングスに冗談を言った。これにジェニングスは「じゃあ、俺もお前の乗るおんぼろ飛行機が落っこっちまうように祈ってやるぜ！」と冗談めかして返答した。それから1時間半も経たない1959年2月3日（後に音楽が死んだ日と通称される）午前1時過ぎに、ホリーのチャーター機はメーソンシティ (アイオワ州)郊外のトウモロコシ畑に墜落し、機内にいた全員が即死した。
その朝遅く、ジェニングスの家族はラジオで「バディ・ホリーと彼のバンドが死亡した」と聞いた。ジェニングスは家族に電話をかけた後、KLLLのスカイ・コービンに電話をして自分自身は生きていると伝えた。ツアーの企画会社はその夜のムーアヘッドでの演奏をやってくれればラボックでのホリーの葬儀に出席できるよう、ジェニングスおよびバンドのファーストクラスのチケット代金を支払うことを約束した。同演奏ショーが終わって、フライト代金は全く支払われず、ジェニングスとオールサップはリード歌手としてジェニングスを主役に立てて、さらに2週間ツアーを続けることになった。当初合意された給与の半分に満たない額が支払われ、ニューヨークに戻るとジェニングスはホリーのギターとアンプをグランド・セントラル駅のロッカーに入れ、その鍵をホリー未亡人(Maria Elena Holly)に郵送した。それから彼はラボックに戻った。
1960年代初頭、ジェニングスは「The Stage (Stars in Heaven)」を作詞して録音した。この曲はヴァレンス、ビッグボッパー、ホリーおよび飛行機墜落の1年後に交通事故で死亡した若いミュージシャンのエディ・コクランに捧げるものだった。その後何十年もの間、ジェニングスはホリーを殺した墜落に責任を感じていることを繰り返し吐露した。この罪悪感がジェニングスの経歴の大部分にわたる薬物乱用の期間を引き起こすことになった。
「Jole Blon」は1959年3月にリリースされたが、売上げは限定的だった。失業中のジェニングスはKLLLに戻った。ホリーの死に深く引きずられ、局でのジェニングスのパフォーマンスは悪化。昇給を拒否された後に彼は局を去り、後にコンテストを経てKDAVで短期で働いた。

### フェニックスとナッシュビル・サウンド
妻マキシンの父親が病気で、ジェニングスはアリゾナとテキサスの間を往復しなければならなくなった。彼は家族とともに、妻の妹が住んでいるクーリッジ (アリゾナ州)に引っ越した。
クーリッジやフェニックス (アリゾナ州)にある幾つかのバーやクラブの演奏で成功した後、彼はJD'sことジェームズ・D・ミュジルから勧誘された。ミュジルはメイン・アーティストとしてジェニングスを雇い、彼の活動に合わせたクラブを設計した。
彼は、ベーシストのポール・フォスター、ギタリストのジェリー・グロップ、ドラマーのリッチー・オルブライトと共に、自分のバックバンドとしてザ・ウェイローズ(The Waylors)を結成した。ジェニングスと彼のバンドはスコッツデール (アリゾナ州)のナイトスポットで演奏し、すぐに現地のファンを獲得した。JD'sにて、ジェニングスは自身の「ロック気質な」スタイルのカントリー音楽を開発し、後のキャリアで自分をそのように定義した。
1961年、ジェニングスはトレンドレコード社とレコーディング契約を結び、シングル「Another Blue Day」である程度の成功を収めた。彼の友人ドン・ボウマンが、当時A&Mレコードの共同経営を始めたジェリー・モスにジェニングスのデモを持ち込んだ。1963年7月9日、ジェニングスはレコード売上の5％を貰うとの内容でA＆Mと契約を結んだ。A＆Mにて、彼は「Love Denied」（B面「レイヴ・オン」）を、そして「Four Strong Winds」（B面「Just to Satisfy You」）を録音した。 彼は続けて「The Twelfth of Never」「Kisses Sweeter than Wine」「Don't Think Twice, It's All Right（邦題:くよくよするなよ）」のデモを録音し、シングル「Sing the Girls a Song, Bill」（B面「The Race Is On」）も制作した。同シングルは1964年4月から10月にかけてリリースされた。
ジェニングスのレコードは、当時A＆Mの主要リリースがカントリーではなく民俗音楽だったため、ほとんど成功しなかったことが判明している。フェニックスの地元ラジオで、彼はイアン・タイソンの「Four Strong Winds」やボウマンと共同作詞した「Just To Satisfy You」で若干のヒットを飛ばした。 一方、彼はBATレコードにてアルバム『Waylon at JD's』を録音し、これはクラブで500枚が売れた後、さらに500枚が製版された。彼はまた、1964年のアルバムでパッツィ・モンタナのリードギターを演奏した。

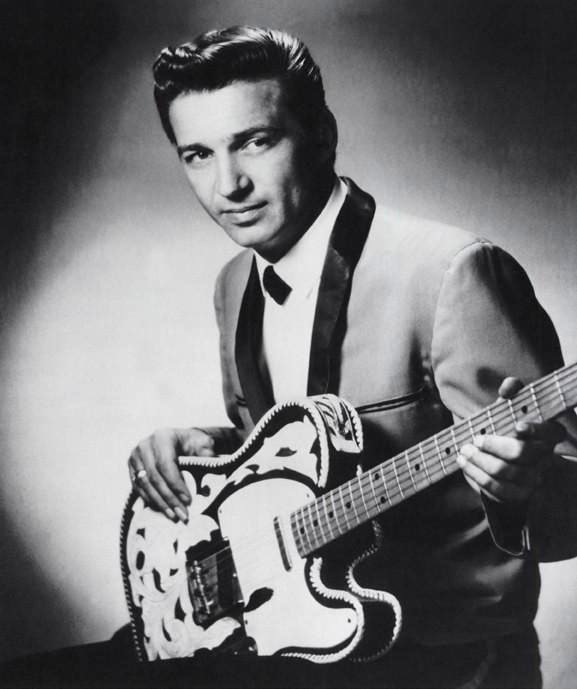
ジェニングスがRCAビクターの広告肖像に登場。1965年

歌手ボビー・ベアは、フェニックス通過中にカーラジオでジェニングスの「Just to Satisfy You」を聞き、最終的にその曲と「Four Strong Winds」をレコーディングした。フェニックスに立ち寄ってJD'sでのジェニングスの公演を目の当たりにした後、彼はナッシュビルにあるRCAビクターのスタジオ責任者チェット・アトキンスに電話をかけ、ジェニングスと契約する必要があることを伝えた。
ジェニングスがRCAビクターの契約を提示された後、彼はJD'sでのギグを辞めるべきかどうか確信が持てずにいた。彼はその後、自分のショーにも参加してくれたRCAビクター所属アーティストの友人ウィリー・ネルソンに助言を求めに行った。2人が会い、クラブでの可能性とジェニングスの健全な利益について話し合った後、ジェニングスはフェニックスに留まるべきでナッシュビルに移籍しない方がいい、とネルソンは提案した。
それにもかかわらず、ジェニングスはRCAビクターの申し出を受けることに決め、1965年にジェニングスはRCAビクターと正式に契約した。8月21日、ジェニングスは「That's the Chance I'll Have to Take」でビルボードのホットカントリーソング・チャートに初登場した。
1966年、ジェニングスはRCAビクターのデビューアルバム『Folk-Country』をリリースし、続いて『Leavin' Town』『Nashville Rebel』をリリースした。『Leavin' Town』は、最初のシングル2曲「Anita, You're Dreaming」と「Time to Burn Again」がともにビルボードのホットカントリー部門チャートで最高17位となる成功を収めた。同アルバム3枚目のシングル、ゴードン・ライトフットの「(That's What You Get) For Lovin' Me」のカバーは最高9位に到達し、ジェニングス初のトップ10シングルとなった。1967年、ジェニングスはヒットシングル「Just to Satisfy You」をリリースした。インタビューの中で、ジェニングスは、この曲がバディ・ホリーとロカビリー音楽を融合した自分の作品の影響の「かなり良い例」だと語った。ジェニングスは、この同名ヒットシングルを収録するアルバム『Just to Satisfy You』を制作し、チャート中位の好調な売れ行きだった。ジェニングスのシングルは成功を収めて「The Chokin 'Kind」は1967年にビルボードのホットカントリーシングルで最高8位、翌年の「Daddy That's Walk'll Walk the Line」は最高2位のヒット曲になった。1969年、ザ・キンバリーズと彼の合作によるコラボシングル「MacArthur Park」はグラミー賞（最優秀カントリー・デュオ/グループ・パフォーマンス賞）を受賞した。彼のシングル「Brown Eyed Handsome Man」は、年末までにホット・カントリー・シングルのチャートで3位になった。 
この時期、代理店主催の音楽ツアーは非生産的で、宿泊費と旅費を支払い終えるとジェニングスの利益は目減りしてしまい、彼は次の会場で演奏するためにギャラの前払いを代理店やRCAビクターに頻繁に要求していた。路上で300日間演奏している間、ジェニングスの借金はアンフェタミンの消費とともに増加し、彼は自分が堂々巡りの罠に嵌まったと信じ込むようになっていた。
1972年、ジェニングスは『Ladies Love Outlaws』をリリースした。 アルバムの題名となったシングルはヒット曲となり、アウトロー・カントリーへの彼の最初のアプローチとなった。 ジェニングスは自身のバンド、ザ・ウェイローズと共に演奏し録音することに慣れていたが、これは大きな力を持つナッシュビルのプロデューサーに認められなかった。時間が経つにつれて、ジェニングスはナッシュビル・サウンドには芸術的自由が欠如しているため制約を受けていると感じるようになった。「カントリーポリタン(en)」として公表された音楽スタイルは、オーケストラ的な編曲と伝統的なカントリー楽器が無いという点が特徴となっていた。そのプロデューサーは、ジェニングスに自分のギターを弾かせたり、録音する素材を選択させたりしなかった。

### アウトロー・カントリー
ジェニングスはインタビューで、ナッシュビル時代の制約を次のように回想した「彼らは何もさせてくれない。決められた服装を強要された。あらゆる事を決められたやり方で行うよう強要された。（中略）彼らは私を壊そうとし続けたんだ（中略）私はちょうどビジネスに取り掛かり、自分のやり方で物事を進めていた。（中略）私の音楽に干渉してくるので、私は意固地になった」。1972年までに『Ladies Love Outlaws』のリリースを終えると、ジェニングスは肝炎に罹って入院した。
病気と音楽産業に悩まされ、彼は引退を考えていた。オルブライトが彼のもとを訪ねて音楽を続けるよう彼を説得し、ニール・リシェンを新しいマネージャーに付けることを話した。一方、ジェニングスは回復中の生活費を賄うためにRCAレコードから25,000USドルのロイヤルティー前払いを要求した。彼がリシェンと会ったその日、RCAは1965年に受け入れたのと同じ条件で、RCAとの5％のロイヤルティ契約に署名するためのボーナスとして5,000USドルを提示した。リシェンに確認した後、彼は申し出を拒否した。
リシェンはジェニングスのレコーディングおよびツアー契約の再交渉を開始した。ジェニングスの新しい契約は、彼に75,000ドルの前払いと芸術的管理をもたらした。リシェンはジェニングスに、アウトロー・カントリーのイメージに合うよう、彼が病院で伸ばしたあご髭を保つよう助言した。

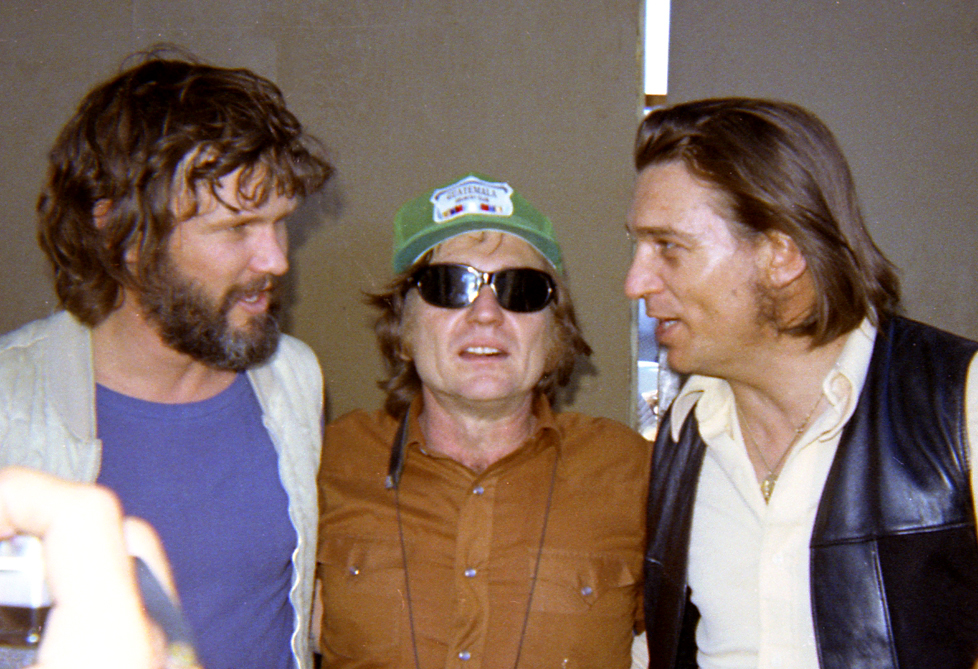
左から、クリス・クリストファーソン、ウィリー・ネルソン、ウェイロン・ジェニングス。1972年

1973年までにネルソンは音楽に復帰、アトランティック・レコードで成功を収めた。アトランティック・レコードはまさにジェニングスとの契約を試みていたが、ネルソン人気の高まりに推される形で、RCAは潜在的なスターを逃す前にジェニングスとの再交渉を行った。
1973年、ジェニングスは『Lonesome』『On'ry and Mean』『Honky Tonk Heroes』をリリース、最初のアルバムは彼の創造的な管理下で録音されリリースされた。これらのアルバムリリースは、ジェニングスにとって大きな転機となり、彼の最も批判的かつ商業的に成功した年の始まりとなった。さらに『This Time』『The Ramblin 'Man』のヒットアルバムが続き、これはどちらも1974年にリリースされた。アルバムのタイトル曲はいずれもビルボードのカントリーシングルチャートのトップになり、自筆の「This Time」はジェニングス初の第1位シングル曲になった。1975年にリリースされた『Dreaming My Dreams』には第1位になったシングル曲「Are You Sure Hank Done It This Way」が収録され、アメリカレコード協会(RIAA)によってゴールド認定を受けた彼の最初のアルバムとなった。それはまた彼の6連続の始まりで、ソロスタジオアルバムがゴールド以上の認定を受けることになる。1976年、ジェニングスは『Are You Ready for the Country』をリリースした。このアルバムはビルボードのカントリーアルバムで同年に3度の第1位を記録し、10週にわたりチャートの頂点にいた。1976年にそれはレコード・ワールド誌によりカントリー・アルバム・オブ・ザ・イヤーに選ばれ、RIAAによりゴールド認定された。
1976年、RCAはジェニングス、ウィリー・ネルソン、トンパル・グレイザー、ジェシー・コルターによるコンピレーションアルバム『Wanted! The Outlaws』をリリースした。このアルバムは初めてプラチナ認定となったカントリー音楽のアルバムだった。翌年、ネルソンとのヒットデュエット曲「Luckenbach, Texas」が生まれたアルバム『Ol 'Waylon』をRCAが発行した。1978年にはアルバム『Waylon and Willie』が続き、ヒットシングル「Mammas Don't Let Your Babies Grow Up to Be Cowboys」を制作した。ジェニングスはまた『I've Always Been Crazy』も1978年にリリースした。同年、成功の頂点でジェニングスは、アウトローの盛り上がりによる限界を感じるようになってきた。ジェニングスは「Don't You Think This Outlaw Bit's Done Got Out of Hand?」という歌の中でイメージの乱用について言及し、このブームが「自己実現的な預言」になったと主張した。1979年、RCAはジェニングス初のコンピレーション『Greatest Hits』 をリリースし、これは同じ年にゴールド認定され、2002年には5倍のプラチナに認定された。
また、1979年に、ジェニングスはCBSの連続ドラマ番組『爆発!デューク』の出演陣にナレーターのバラード歌手として参加した。彼を直接紹介する唯一の話は第7シーズン中の「Welcome, Waylon Jennings（ようこそ、ウェイロン・ジェニングス）」で、 ジェニングスはデューク家の旧友として自分自身を演じた。彼はまた同番組のために、彼のキャリアで最大のヒットとなったテーマソング「Good Ol' Boys」を書いて歌った。番組宣伝のシングルとしてリリースされ、ビルボードのカントリーシングルチャートで第1位に到達するジェニングス12番目のシングルとなった。それはまた垣根を超えたヒット曲でもあり、Billboard Hot 100では最高21位だった。

### 晩年
1980年代半ばに、ジョニー・キャッシュ、クリス・クリストファーソン、ネルソン、そしてジェニングスはハイウェイメンと呼ばれるグループを結成して売り上げを伸ばした。ハイウェイメンとの仕事とは別に、1982年にジェニングスはウィリー・ネルソンと共にゴールドアルバム『WWII』をリリースした。
1985年、ジェニングスは「ウィ・アー・ザ・ワールド」を録音するためUSAフォー・アフリカに参加したが、スワヒリ語歌詞をめぐる論争からスタジオを去った。皮肉にもジェニングスが離脱した後、スティービー・ワンダーによりこのアイディアは破棄された。
この時点で、彼の売上は減少していた。『Sweet Mother Texas』リリース後、ジェニングスはミュージック・コーポレーション・オブ・アメリカのMCAレコードと契約した。『Will the Wolf Survive』(1985)というレーベルでのデビューリリースは、1986年にビルボードのカントリーアルバムで第1位になった。当初のジェニングスの成功は次第に弱まっていき、1990年にはエピック・レコードと契約。彼の初リリース『The Eagle』は、彼の最後のトップ10アルバムになった。
また1985年、彼は実写の子供向け映画『Sesame Street Presents: Follow that Bird（邦題:セサミストリートザ・ムービー： おうちに帰ろう、ビッグバード！）』にカメオ出演した。この映画で、彼はビッグバードを乗せてあげるトラック運転手を演じている。 彼はまた、映画の曲の1つ「Ai't No Road Too Long」を歌っている。 
1993年、リンコン・チルドレンズ・エンターテイメントとのコラボレーションで、ジェニングスは子供向け歌唱アルバム『Cowboys, Sisters, Rascals & Dirt』を録音した。これには「自分の友人」をテーマにした14歳の自分に捧げる「Shooter's Theme」が含まれる。
90年代に彼のレコード販売とラジオ演奏は減ってしまったが、ジェニングスはライブパフォーマンスで大勢の群衆を魅了し続けた。1996年、ジェニングスはアルバム『Right for the Time』をリリースした。これには2015年にアングリー・グランパがカバーした「The Most Sensible Thing」など、彼の新曲が数曲入っている。1997年、ロラパルーザツアーを終えると彼はツアースケジュールを減らし、家族中心の生活になった。
1998年、ジェニングスはベア、ジェリー・リード、メル・ティリスとチームを組み、オールド・ドッグズを結成した。このグループは、シェル・シルヴァスタインによる歌でのCD＆レコード双方のアルバムを録音した。1999年半ば、ジェニングスは彼が「厳選したドリームチーム」と呼ぶものを集めて、ウェイロン＆ウェイモア・ブルースバンドを結成した。主に元ウェイローズで構成された13人グループは、1999年から2001年までコンサート演奏を行った。2000年1月、ジェニングスはナッシュビルの歴史的なライマン・オーディトリアムで、彼の最終アルバムとなった『Never Say Die: Live』を録音した。

## 音楽スタイルとイメージ

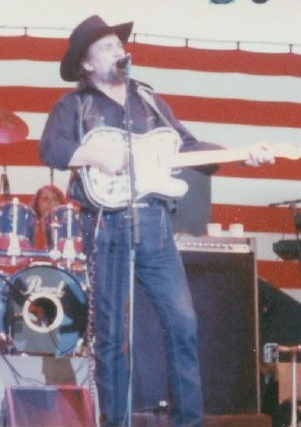
コンサートでウェイロン・ジェニングスが1953年のフェンダー・テレキャスターを演奏している様子

ジェニングスの音楽は彼の「力強い」歌声に特徴があり、言葉遣いやテクスチュアと同様に「荒っぽい質感」が注目すべき点である。彼はまた、自身の「勇ましく弦をかき鳴らす(spanky-twang)」ギター・スタイルも認知されていた。自分の音を作るのに、主旋律ではピックを使用しつつ、リズミカルなパートの間には親指と指での混合に加えて顕著な「フェイザー」のエフェクトを用いた。彼はハンマリング・オンとプリング・オフの反復を組み合わせ、最終的にはアッパーフレットの重音奏法(ダブルストップ）と変調エフェクト（モジュレーション系）を組み合わせた 。 
ジェニングスは1953年のフェンダー・テレキャスターを使っていた。これは、ウェイローズから贈られた中古ギターである。ジェニングスのバンド仲間は、黒地の背景に白い花柄を特徴とする独特な革製のカバーでギターを飾った。ジェニングスはフレットを下ろしてネックの弦を下げることで、さらにスラップ音が鳴るようにカスタマイズした。他のギターでは、1993年にギタリストのレジー・ヤングに贈るまで、ジェニングスは1950年のフェンダー・ブロードキャスターを1970年代半ばから使用していた。
彼の独特なイメージは、長い髪とあごひげ、そして彼の登場時に身に着けていた黒い帽子と黒革のベストによって特徴付けられた。

## 私生活
ジェニングスは4回結婚し、計6人の子供を持った。1956年に彼は18歳でマキシン・キャロル・ローレンスと最初に結婚し、テリー・ヴァンス・ジェニングス、ジュリー・レイ・ジェニングス、バディ・ディーン・ジェニングス、ディアナ・ジェニングスという4人の子供ができた。1962年12月10日にジェニングスはリン・ジョーンズと再婚し、トミー・リンという子供を養子に迎えた。彼らは1967年に離婚した。彼は次にバーバラ・エリザベス・ルードと1967年に結婚し、ここで彼は自身の結婚と離婚の試練と苦難に関する歌「This Time」を作曲した。1969年10月26日に彼はアリゾナ州フェニックスでジェシー・コルターと最後の4回目となる結婚をした。コルターとジェニングスは一人息子のウェイロン・オルブライト・ジェニングス（1979年5月19日生まれ、通称シューター・ジェニングス）を授かった。コルターとジェニングスは、麻薬や他の薬物乱用による中毒のためにほぼ離婚同然だった。しかし、2002年にジェニングスが亡くなるまで彼らは一緒にいた。
1997年、彼は家族となるべく近くにいるためにツアーをあきらめた。息子のウェイロン・オルブライトに教育の重要性を示すため、ジェニングスは52歳でGEDを取得した。

### 中毒と回復
1960年代半ばのジョニー・キャッシュと共に暮らしている間に、ジェニングスはアンフェタミンを消費するようになっていった。ジェニングスは後に「ピルズはナッシュビルで昼夜構わず出回っていた人造エネルギー剤だった」と語った。1977年、ジェニングスは頒布（営利）目的でのコカイン所持および謀議で連邦政府局員に逮捕された。民間の宅配便業者が麻薬取締局(DEA)に通報したのは、ニューヨークの仲間よりジェニングスに送られたコカイン27gを含む荷物だった。
DEAと警察は、ジェニングスのレコーディングスタジオを捜索した。 彼らが捜査令状を待っている間に、ジェニングスがコカインを売り捌いたため、彼らは証拠を発見できなかった。その後、この告発は取り下げられてジェニングスは釈放された。このエピソードは、ジェニングスの曲「Don't You Think This Outlaw Bit's Done Got Outta Hand?（この無法な小片の始末が手に負えなくなったと君は思わないか？）」で詳述された。
1980年代初頭、彼のコカイン中毒は深刻化した。ジェニングスが語ったところでは、その習慣に1日1,500ドルを費やし、彼の個人的な財政を使い果たして、最大250万ドルの借金で自己破産に陥った。彼は借金の返済を主張して資金を稼ぐために追加ツアーを行ったが、彼の仕事はあまり注目されなくなり、ツアーは減少していった。
ジェニングスは中毒から抜け出すことを決断、フェニックス地域に家を借りて1ヶ月過ごして自分自身を解毒し、その後はもっと自制した形でコカイン使用を再開するつもりだった。1984年、彼はコカインをやめた。息子のシューターが永久に辞める主な刺激になった、とジェニングスは語った。

### 病気と死

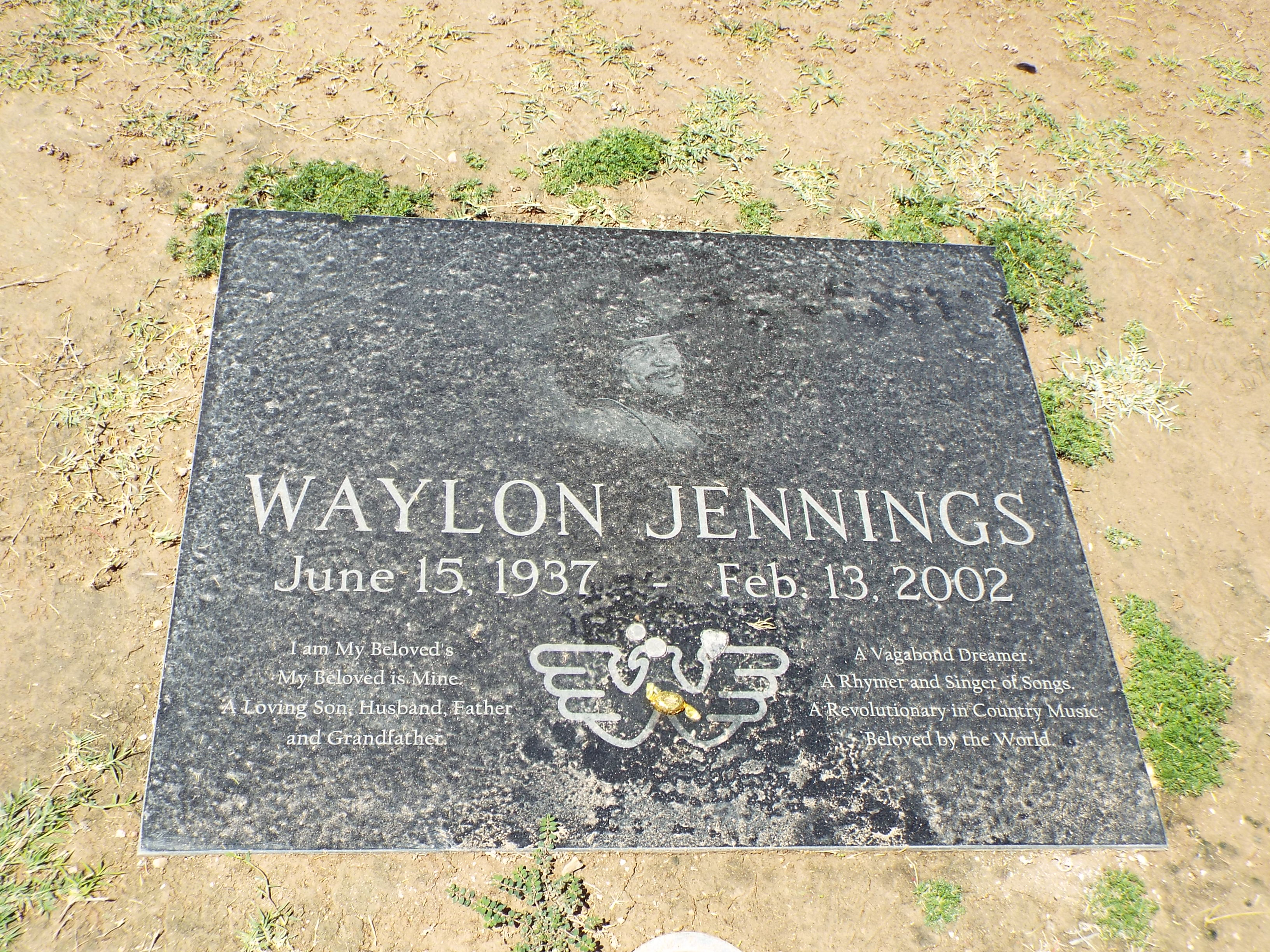
ウェイロン・ジェニングスの墓

数十年に及ぶ過剰な喫煙、飲酒および薬物使用がジェニングスの健康に大きな損害を与え、死去の数年前から彼の健康は悪化していった。コカインをやめた後、1988年に彼は毎日6箱のタバコを吸う習慣をやめた。同じ年、彼は心臓バイパス手術を受けた。
2000年までに、彼の糖尿病が悪化してその痛みが彼の機動性を低下させ、ジェニングスはツアーの大部分を終わりにした。同年後半に、彼は脚の血液循環を改善するための手術を受けた。2001年12月、彼の左足は（糖尿病性壊疽のため）フェニックスの病院で切断された。
2002年2月13日、ジェニングスはチャンドラー (アリゾナ州)にて糖尿病合併症の睡眠中に64歳で死亡した。彼はメサ (アリゾナ州)にある市営のメサ墓地に埋葬された。2月15日の彼の追悼式で、ジェシー・コルターはジェニングスの親しい友人や仲間のミュージシャンを含む参加者に向けて「Storms Never Last」を歌った。

## 認知度

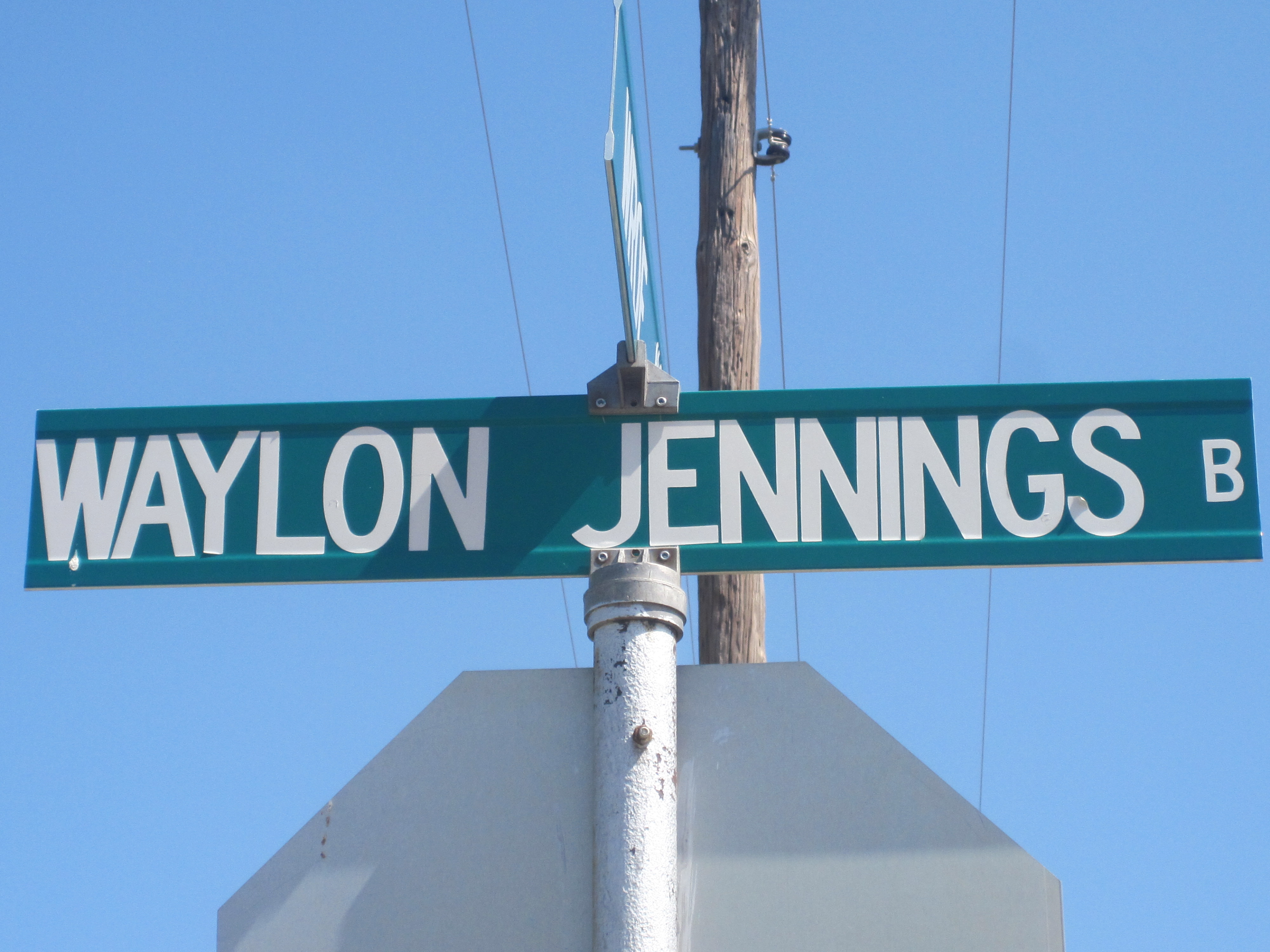
ウェイロン・ジェニングス大通りがリトルフィールド (テキサス州)に採用されている

1966年から1995年の間に、ジェニングスのアルバム54枚がチャート入りして、うち11枚が第1位となった。 一方、シングルは1965年から1991年の間に96枚がチャート入りして、うち16枚が第1位だった。2001年10月、ジェニングスはカントリーミュージックの殿堂入りを果たした。最後の反抗的行為の1つで、彼は式典に出席せず、代わりに息子のバディ・ディーン・ジェニングスを派遣することを選択した。
2006年7月6日、ジェニングスはハリウッド (カリフォルニア州)にあるギターセンターのロック・ウォークに殿堂入りを果たした。2007年6月20日、ジェニングスは死後、アカデミー・オブ・カントリーミュージックによってCliffie Stone Pioneer賞を受賞した。

## 遺産
ジェニングスの音楽は、幾人かのネオトラディショナルやオルタナ・カントリーのアーティストに大きな影響を与えた。具体的には、ハンク・ウィリアムズ・ジュニア、マーシャル・タッカー・バンド、ジョン・アンダーソン、息子のシューター・ジェニングス、スターギル・シンプソン、ハンク・ウィリアムズIIIなどである。
2008年、彼の死後最初のアルバム『Waylon Forever』がリリースされた。このアルバムは、息子シューターが16歳の時に息子と一緒に録音された曲で構成されていた。2012年に、様々なアーティストによるジェニングスのカバー曲で構成される3枚組セット『Waylon: The Music Inside』がリリースされた。同年9月に『Goin' Down Rockin': The Last Recordings』のリリースが発表され、これは2002年に死去する前にジェニングスとロビー・ターナー（ベーシスト）が録音した12曲のセットである。ジェニングスの家族は、当時これを快く思わず、新しい素材のリリースには消極的だった。歌はジェニングスでベースがターナーだけの登場だが、後でさらなる伴奏が追加された。10年後、ターナーは元ウェイローズの助けを借りてレコーディングを完了した。息子シューター・ジェニングスは伝記映画の製作について様々なプロデューサーとの話し合いを開始した。

## 受賞歴
| 年   | 受賞 | 組織                                     |
| ---- | --- | ---------------------------------------- |
| 1970 | 最優秀カントリー・デュオ/グループ・パフォーマンス賞 The Kimberlysと共に。 対象曲「MacArthur Park」                                        | ザ・レコーディング・アカデミー           |
| 1975 | 男性ボーカリスト賞 | カントリーミュージック協会               |
| 1976 | 年間アルバム賞 ジェシー・コルター、ウィリー・ネルソン、トンポール・グラサーと共に。対象曲「Wanted! The Outlaws」                          | カントリーミュージック協会               |
| 1976 | ボーカルデュオ賞 ウィリー・ネルソンと共に。                                                                                               | カントリーミュージック協会               |
| 1976 | 年間シングル賞 ウィリー・ネルソンと共に。対象曲「Good-Hearted Woman」                                                                     | カントリーミュージック協会               |
| 1979 | 最優秀カントリー・デュオ/グループ・パフォーマンス賞ウィリー・ネルソンと共に。対象曲「Mamas, Don't Let Your Babies Grow Up to Be Cowboys」 | ザ・レコーディング・アカデミー           |
| 1985 | 年間シングル賞ザ・ハイウェイメンの他メンバーと共に。対象曲「Highwayman」                                                                  | アカデミー・オブ・カントリーミュージック |
| 1999 | テキサスカントリーミュージック殿堂入り | テキサスカントリーミュージック殿堂       |
| 2001 | カントリーミュージック殿堂入り | カントリーミュージック協会               |
| 2006 | ギターセンターのロック・ウォーク殿堂入り                                                                                                  | ギターセンター                           |
| 2007 | Cliffie Stone Pioneer賞 | アカデミー・オブ・カントリーミュージック |
| 2007 | Lifetime Achievement賞 | ナッシュビル・ソングライターの祭典       |
| 2017 | 100人の偉大なカントリーアーティスト・オブ・オールタイム、第7位                                                                            | ローリングストーン誌                     |